# 红宝石街道
红宝石街道是中国黑龙江省齐齐哈尔市富拉尔基区下辖的一个街道，成立于1961年。